# 前田信弘
前田 信弘（まえだ のぶひろ、1973年6月3日 - ）は、香川県丸亀市出身の元サッカー選手、サッカー指導者。あだ名は「マエチョビ」

## 来歴
丸亀市立飯野小学校の6年の時にサッカーを始めた。その後丸亀市立東中学校、香川県立丸亀高等学校、同志社大学を経て1996年にヴェルディ川崎に入団。1998年から2シーズン在籍したヴィッセル神戸では武田治郎と激しい正GK争いを演じた。その後は清水エスパルス、アルビレックス新潟に在籍するも試合出場はなく、2004年にアルビレックス新潟シンガポールに期限付き移籍（コーチ兼任）。同年限りで現役を引退した。
2006年から日本サッカー協会ナショナルコーチングスタッフを務めている。
2007年に大橋浩司監督に選ばれなでしこジャパンのGKコーチに就任、監督が佐々木則夫に交代後もスタッフとして残った。
2008年の北京オリンピックの女子サッカーでベスト4、2011年のFIFA女子ワールドカップでもGKコーチとして海堀あゆみらを指導、チームは初優勝を果たした。

## 所属クラブ
- 丸亀高校
- 同志社大学　アトランタ五輪代表候補
- 1996年-1997年 ヴェルディ川崎
- 1998年-1999年 ヴィッセル神戸
- 2000年 清水エスパルス
- 2001年-2003年 アルビレックス新潟
- 2004年  アルビレックス新潟シンガポール (期限付き移籍) ※コーチ兼任

## 個人成績
| 国内大会個人成績 | 国内大会個人成績 | 国内大会個人成績 | 国内大会個人成績 | 国内大会個人成績 | 国内大会個人成績 | 国内大会個人成績 | 国内大会個人成績 | 国内大会個人成績 | 国内大会個人成績 | 国内大会個人成績 | 国内大会個人成績 |
| 年度             | クラブ           | 背番号           | リーグ           | リーグ戦         | リーグ戦         | リーグ杯         | リーグ杯         | オープン杯       | オープン杯       | 期間通算         | 期間通算         |
| 年度             | クラブ           | 背番号           | リーグ           | 出場             | 得点             | 出場             | 得点             | 出場             | 得点             | 出場             | 得点             |
| 日本             | 日本             | 日本             | 日本             | リーグ戦         | リーグ戦         | リーグ杯         | リーグ杯         | 天皇杯           | 天皇杯           | 期間通算         | 期間通算         |
| ---------------- | ---------------- | ---------------- | ---------------- | ---------------- | ---------------- | ---------------- | ---------------- | ---------------- | ---------------- | ---------------- | ---------------- |
| 1996             | V川崎            | -                | J                | 0                | 0                | 0                | 0                | 0                | 0                | 0                | 0                |
| 1997             | V川崎            | 27               | J                | 0                | 0                | 0                | 0                | 0                | 0                | 0                | 0                |
| 1998             | 神戸             | 31               | J                | 21               | 0                | 0                | 0                | 0                | 0                | 21               | 0                |
| 1999             | 神戸             | 1                | J1               | 11               | 0                | 2                | 0                | 0                | 0                | 13               | 0                |
| 2000             | 清水             | 16               | J1               | 0                | 0                | 0                | 0                | 0                | 0                | 0                | 0                |
| 2001             | 新潟             | 20               | J2               | 0                | 0                | 1                | 0                | 2                | 0                | 3                | 0                |
| 2002             | 新潟             | 20               | J2               | 0                | 0                | -                | -                | 0                | 0                | 0                | 0                |
| 2003             | 新潟             | 20               | J2               | 0                | 0                | -                | -                | 1                | 0                | 1                | 0                |
| シンガポール     | シンガポール     | シンガポール     | シンガポール     | リーグ戦         | リーグ戦         | リーグ杯         | リーグ杯         | シンガポール杯   | シンガポール杯   | 期間通算         | 期間通算         |
| 2004             | 新潟S            |                  | S                | 19               | 0                | 0                | 0                | -                | -                | 19               | 0                |
| 通算             | 日本             | 日本             | J1               | 32               | 0                | 2                | 0                | 0                | 0                | 34               | 0                |
| 通算             | 日本             | 日本             | J2               | 0                | 0                | 1                | 0                | 3                | 0                | 4                | 0                |
| 通算             | シンガポール     | シンガポール     | S                | 19               | 0                | 0                | 0                | -                | -                | 19               | 0                |
| 総通算           | 総通算           | 総通算           | 総通算           | 51               | 0                | 3                | 0                | 3                | 0                | 57               | 0                |

その他の公式戦
- 1998年
  - J1参入決定戦 1試合0得点

## 指導歴
- 2004年-2006年  アルビレックス新潟・シンガポール GKコーチ
- 2006年-現在 日本サッカー協会 ナショナルコーチングスタッフ
- 2007年 アルビレックス新潟ユース GKコーチ
- 2007年-現在 日本女子代表 GKコーチ[1]
  - 2008年 北京オリンピック女子ベスト4
  - 2011年 FIFA女子ワールドカップ優勝